# Galatea (métro de Catane)
Galatea est une station de la ligne unique du métro de Catane. Elle est située sous la viale Jonio, entre le croisement avec la via Palmanova et la piazza Galatea à Catane, en Italie.

## Situation sur le réseau

Plan du métro.

Établie en souterrain, Galatea est une station de passage de l'unique ligne du métro de Catane. Elle est située entre la station Italia, en direction du terminus ouest Nesima, et la station Giovanni XXIII, en direction du terminus sud-est Stesicoro.
Elle dispose des deux voies de la ligne encadrées par deux quais latéraux.

## Histoire
La station Galatea, est mise en service le 27 juin 1999, lors de l'ouverture à l'exploitation de la première section du métro de Borgo à Porto.

## Services aux voyageurs

### Desserte
Galatea est desservie par les rames qui circulent sur l'unique ligne du réseau, entre Nesima et Stesicoro.